# Dracaena ombet
Dracaena ombet là một loài thực vật có hoa trong họ Măng tây. Loài này được Heuglin ex Kotschy & Peyr. mô tả khoa học đầu tiên năm 1867.